# A2007 road
Die A2007 war eine Straße in Dover als Verbindung zwischen der A2 und der A259 und ist heute Teil der A256.